# Bugan (jezik)
Bugan jezik (bengan, bogan, hualo, huazu, pukan; ISO 639-3: bbh), mon-khmerski jezik podskupine palyu, kojim govori 2 700 ljudi (2002 L. Jinfang) na jugoistoku kineske provincije Yunnan u autonomnim prefekturama Wenshan Zhuang i Miao. Glavna sela u kojima se govori ovaj jezik su Laowalong, Xinwalong, Xinpingzhai, Nala, Jiuping, Shibeipo, Manlong.
Etnička grupa koja se vodi kao dio nacionalnosti Yi, tradicionalno je endogamna
.
Stari kodni naziv [bgh] pod kojim je označavan imenom bogan, povučen je iz upotrebe 18. srpnja 2007.

## Vanjske poveznice
- Ethnologue (14th)
- Ethnologue (15th)